# Lester L. Wolff
Lester Lionel Wolff (ur. 4 stycznia 1919 w Nowym Jorku, zm. 11 maja 2021 w Syosset) – amerykański polityk, członek Partii Demokratycznej.

## Działalność polityczna
W okresie od 3 stycznia 1965 do 3 stycznia 1973 przez cztery kadencje był przedstawicielem 3. okręgu, a następnie do 3 stycznia 1981 przez cztery kadencje przedstawicielem 6. okręgu wyborczego w stanie Nowy Jork w Izbie Reprezentantów Stanów Zjednoczonych.